# Rogacz (828 m)
Rogacz – szczyt w południowo-zachodniej części Grupy Magurki Wilkowickiej w Beskidzkie Małym. W zestawieniu obiektów fizjograficznych (PRNG określony jako „góra, szczyt” Państwowy Rejestr Nazw Geograficznych – nazwy obiektów fizjograficznych – format XLSX, Dane z państwowego rejestru nazw geograficznych – PRNG, Główny Urząd Geodezji i Kartografii, 1 stycznia 2025, identyfikator PRNG: 115753), ale nie występuje w wykazie szczytów, mapa topograficzna oraz usługa wyznaczania wysokości WMTS, dostępne przez Geoportal podają wysokość 801,5 m, mapa „Beskid Mały” wydawnictwa Compass podaje 828 m. W rzeczywistości we wskazanym miejscu nie ma szczytu, następuje tylko zmiana spadku.
Zachodni grzbiet Rogacza (potem zmieniający kierunek na północny) opada do Przełęczy Łysej, stok północny do Bielska-Białej Straconki, stok południowy ku wsi Wilkowic. Na południowym stoku i na grzbiecie Rogacza jest wiele polan, na niektórych z nich są zabudowania wysoko położonych osiedli wsi Wilkowice. Polany te to: Polana pod Rogaczem, zwana też polaną Do Piotra, na której jest schronisko turystyczne „Chatka na Rogaczu”, polany Waligórka, Wilcza Kopa, Magurka Straceńska, Waliczkula, Czubkula, Pastrzenica. Rozpościerają się z nich widoki na Beskid Śląski.

## Nazwa
Państwowy rejestr nazw geograficznych podaje nazwę Rogacz. Według Aleksego Siemionowa prawidłowa nazwa szczytu to Skleniec (828 m), zaś podawana na mapach i w przewodnikach nazwa Rogacz jest błędna. Nazwę Skleniec podaje już Andrzej Komoniecki w „Chronografii albo Dziejopisie Żywieckim”. Nazwa ta dotyczy góry i wypływającej spod niej potoku i pochodzi od dawniej tu istniejącej huty szkła, do której surowiec pobierano z góry Skleniec. O istnieniu huty świadczy nazwa niedaleko pod górą położonego przysiółka Hucisko. Wyjaśnienie Siemionowa niekoniecznie jednak musi być słuszne. Andrzej Komoniecki podał co prawda nazwę szczytu dla innej góry Rogacz (899 m), też w Grupie Magurki Wilkowickiej, ale wspomina również o jakiejś innej górze Rogacz koło Wilkowic, na której zabito i pochowano zbójnika Rogacza. Od niego może pochodzić nazwa wzniesienia Rogacz 828 m, choć Siemionow uważa, że chodzi tu o jakąś inną jeszcze górkę.

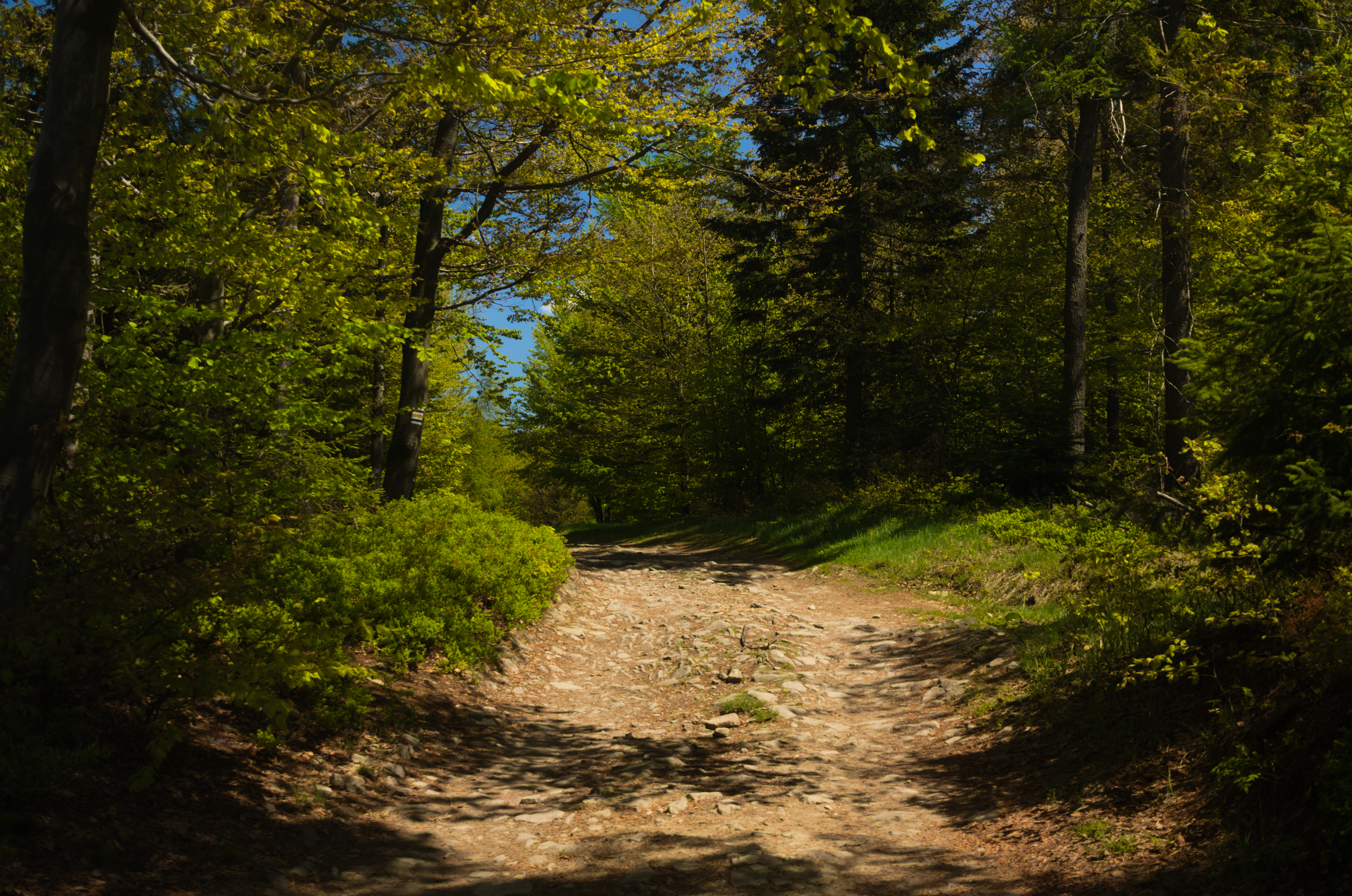
Droga na szczycie Rogacza (2020)

Grzbietem Rogacza biegnie granica między miejscowością Wilkowice i wydzielonym obszarem leśnym (Lasy Państwowe) w granicach wsi Kozy (obydwie w województwie śląskim, w powiecie bielskim). Na zachodnim stoku Rogacza położona jest Chatka na Rogaczu.

## Szlaki turystyczne
Mikuszowice Krakowskie – Polana pod Rogaczem – Rogacz – Magurka Straceńska – Schronisko PTTK na Magurce Wilkowickiej. Suma podejść 517 m, odległość 3,8 km, czas przejścia 1:45 godz.
 Wilkowice – Polana pod Rogaczem – Rogacz – Magurka Straceńska – Schronisko PTTK na Magurce Wilkowickiej. Suma podejść 498 m, odległość 3,6 km, czas przejścia 1:43 godz.
 Bielsko-Biała Straconka – Przełęcz Łysa – Rogacz – Magurka Straceńska – Schronisko PTTK na Magurce Wilkowickiej. Suma podejść 508 m, odległość 4,8 km, czas przejścia 2:02 godz.